# Magdeburger SV 90 Preussen
Magdeburger SV 90 Preussen is een Duitse voetbalclub uit Maagdenburg in de deelstaat Saksen-Anhalt. De club is actief in verscheidene sporttaken. De voetbalafdeling staat bekend onder de naam Preussen Magdeburg.

## Geschiedenis
De club werd op 9 juli 1899 opgericht als Magdeburger FC Preußen. Op 20 juli 1902 werd de naam gewijzigd in MSC Preußen 1899. De clubkleuren waren zwart-wit en een zwarte adelaar kwam in het clubwapen te staan. Naast voetbal werd er ook aan atletiek gedaan en later kwam daar ook nog turnen, handbal en hockey bij. In 1906 speelde de club voor het eerst in de hoogste klasse van de Midden-Elbecompetitie. In 1908 verloor de club alle tien de wedstrijden en degradeerde. Vijf jaar later speelde de club opnieuw in de hoogste klasse. De volgende jaren speelde de club in de middenmoot. In 1918/19 ging de club een tijdelijke fusie aan met Wacker Magdeburg en speelde dat jaar als Preußen-Wacker Magdeburg en werd zowaar kampioen. In de Midden-Duitse eindronde versloeg de club Germania Halberstadt, maar kreeg dan een pak rammel van VfB Leipzig, het werd 9-1. Hierna werd de fusie ongedaan gemaakt. 
Na nog een tweede plaats werd de club in 1921 opnieuw kampioen, evenwel had de club opnieuw geen succes in de Midden-Duitse eindronde. Hierna zakte de club weg naar de middenmoot en deed pas in 1928/29 terug mee voor de titel toen ze, met één puntje achterstand op FuCC Cricket-Viktoria 1897 Magdeburg, vicekampioen werden. Ook de volgende jaren bleef de club, op seizoen 1931/32 na, in de subtop.  
Na het seizoen 1932/33 werd de competitie geherstructureerd in heel Duitsland. De Midden-Duitse voetbalbond werd ontbonden en de meer dan 20 competities werden vervangen door de Gauliga Mitte en Gauliga Sachsen. Uit de Midden-Elbecompetitie plaatste de top drie zich en gezien de tweede plaats mocht de club starten in de Gauliga Mitte. De club werd afgetekend laatste en degradeerde meteen naar de Bezirksklasse Magdeburg-Anhalt. Hier eindigde de club de volgende jaren in de middenmoot en maakte geen aanspraak op promotie, behalve in het laatste seizoen 1942/43 toen de club met Burger FC 02 Preußen om de titel streed. 
Na de Tweede Wereldoorlog werden alle Duitse voetbalclubs opgeheven. In Magdeburg betekende dit het definitieve einde voor de grote clubs Viktoria 1896 en Cricket-Viktoria. Op het veld van Preußen ging de club BSG Krupp-Gruson spelen. In 1952 werd de naam gewijzigd in BSG Motor Mitte Magdeburg. Van 1952 tot 1956 speelde de club in de DDR-Liga, de tweede klasse. In 1956 werden de beste spelers opgenomen bij SC Aufbau Magdeburg dat in de hoogste klasse speelde. De volgende jaren speelde de club in lagere reeksen en in 1965 werd de club aangesloten bij het nieuwe 1. FC Magdeburg. Hierna mocht Motor Mitte niet meer aan de reguliere competitie deelnemen om niet in het vaarwater van 1. FC te komen en speelde enkel nog volkssportvoetbal.
In 1974 mocht de club wel opnieuw deelnemen aan de competitie en in een tijdsbestek van vijf jaar werkte de club zich op naar de Bezirksliga Magdeburg, de derde klasse. Na één seizoen degradeerde de club. Na een nieuwe promotie in 1983 kon de club zich in de Bezirksliga vestigen als vaste waarde.
Na de Duitse hereniging in 1990 werd de naam gewijzigd in Magdeburger Sportverein 90. Van 1992 tot 1995 speelde de club in de Landesliga.
Op 21 april 1997 werd de naam MSV 90 Preussen aangenomen, ter ere van de historische club. In 2001 promoveerde de club naar de Verbandsliga. In 2005 won de club de beker van Saksen-Anhalt tegen VfB Sangerhausen en plaatste zich zo voor de eerste ronde van de DFB-Pokal in 2005/06. De club werd geloot tegen Bundesligaclub Arminia Bielefeld en verloor met 0:3.

## Erelijst
- Kampioen Elbe

1921